# Paul Mara
Paul Mara, född 7 september 1979 i Ridgewood, New Jersey, är en amerikansk professionell ishockeyspelare som spelade senast för Houston Aeros i AHL. Maras bästa säsong hittills rent poängmässigt var 2006–07 då han stod för 15 mål och 47 poäng på 78 matcher. Han har tidigare spelat för NHL-klubbarna Tampa Bay Lightning, Phoenix Coyotes, Boston Bruins, New York Rangers och Montreal Canadiens.